# Grube Felix
Die Grube Felix war eine Buntmetallerz-Grube des Bensberger Erzreviers in Bergisch Gladbach im Stadtteil Moitzfeld. Das Grubenfeld Felix erstreckte sich in der Umgebung von Obereschbach.

## Geschichte
Für die bedeutungslose Grube Felix existiert ein Verleihungsriss vom Juli 1853, dessen Hintergründe nicht bekannt sind. Die Berechtsamsakte beim Regierungspräsident Arnsberg, Abteilung Bergbau und Energie (ehemals Oberbergamt) beginnt mit einem erstmaligen Mutungsgesuch für das Grubenfeld Felix auf Kupfer mit Datum vom 9. März 1861. Zuletzt wurde am 15. Dezember 1865 ein Mutungsgesuch von dem Förster Carl Heinrich Bewersdorf aus Villenhaus bei Hermülheim eingereicht. Er erhielt die Kupfergrube Felix mit Verleihungsurkunde vom 26. Mai 1866 als Eigentum übertragen.

## Betrieb und Anlagen
Über die Betriebszeit, Fördermengen usw. fehlen alle Angaben. Eine Anmerkung in der Berechtsamsakte besagt, dass die Erben Bewersdorf die Grube Felix im Jahr 1892 verkaufen wollten. Die beiden größeren Grubenbetriebe in der unmittelbaren Nachbarschaft Grube Weiß und Grube Lüderich hatten am Kauf aber offensichtlich kein Interesse.